# 黄吉站
黄吉站（：／ Hwanggil yeok */?）是位于韩国全罗南道光阳市黄吉洞的一座鐵路站，属于光阳制铁线和光阳港线。

## 历史
- 1987年9月16日 - 落成使用。

## 相鄰車站
韓國鐵道公社
光陽製鐵線
草南－黃吉－太金
光陽港線
黃吉－光陽港